# Ryzyko walutowe
Ryzyko walutowe – (ryzyko kursowe) w ekonomii: ryzyko związane z możliwością wahań kursu jednej waluty w stosunku do innej. Wahania kursu walutowego mogą doprowadzić zarówno do pogorszenia sytuacji finansowej jednostki, jak i do jej poprawy. Źródłem ryzyka jest fakt niemożności dokładnego przewidzenia kierunku i skali wahań kursu. W praktyce można wyróżnić dwa rodzaje tego ryzyka:
- ryzyko transakcyjne (transaction risk), występujące w przypadku zawierania transakcji rozliczanej w innej walucie niż waluta krajowa danego przedsiębiorstwa;
- ryzyko księgowe (accounting risk), wynikające z możliwości zmiany wyceny aktywów lub pasywów, których cena jest wyrażona w innej walucie niż waluta, w której dane przedsiębiorstwo prowadzi księgi.

## Ryzyko transakcyjne
Istotę ryzyka transakcyjnego najłatwiej zrozumieć w przypadku transakcji importu i eksportu. W takich przypadkach jedna ze stron transakcji rozlicza się w obcej walucie. Ryzyko związane jest z możliwością zmiany kursu walutowego między dniem zawarcia transakcji a dniem, w którym otrzymywana jest płatność. Z perspektywy przedsiębiorstwa rozliczającego się w obcej walucie, w zależności od wahań kursu, wyrażona w walucie krajowej cena w momencie dokonania płatności może być niższa lub wyższa niż wyrażona w walucie krajowej cena z momentu zawierania transakcji.
Przykład
1 lipca polskie przedsiębiorstwo A zawiera z zagranicznym przedsiębiorstwem B kontrakt sprzedaży towaru po cenie 1 000 000 EUR. W momencie zawarcia transakcji kurs EUR/PLN wynosi 3,9. Termin płatności wynosi 90 dni. Przy braku ryzyka walutowego przedsiębiorstwo A oczekiwałoby, że 1 października jego wynagrodzenie powinno wynosić 3 900 000 PLN. Jednak ze względu na fakt, że w okresie 1 lipca – 1 października kurs EUR/PLN może ulec zmianie, mierzona w PLN wartość wynagrodzenia przedsiębiorstwa A może ulec zmianie:
- w przypadku, gdy kurs EUR/PLN wzrośnie, wynagrodzenie przedsiębiorstwa A mierzone w PLN będzie wyższe (przykładowo, przy kursie EUR/PLN 4,0 wynagrodzenie przedsiębiorstwa A wyniosłoby 4 000 000 PLN;
- w przypadku, gdy kurs EUR/PLN spadnie, wynagrodzenie przedsiębiorstwa A mierzone w PLN będzie niższe (przykładowo, przy kursie EUR/PLN 3,8 wynagrodzenie przedsiębiorstwa A wyniosłoby 3 800 000 PLN.

## Ryzyko księgowe
Ryzyko księgowe związane jest z posiadaniem w bilansie aktywów lub pasywów, których wartość wyrażona jest w walucie obcej. Zmiana kursu walutowego powoduje bowiem konieczność zmiany ich wyceny księgowej.
Przykład
Polskie przedsiębiorstwo X posiada pakiet papierów wartościowych emitowanych w walucie obcej, o stałej wartości 1 000 000 EUR. Na dzień 1 stycznia, przy kursie EUR/PLN 4,0 wartość księgowa papierów wynosiła 4 000 000 PLN. Na dzień 31 grudnia tego samego roku kurs EUR/PLN mógł ulec zmianie. W zależności, czy kurs EUR/PLN jest wyższy lub niższy konieczna jest korekta wartości księgowej papierów wartościowych posiadanych przez przedsiębiorstwo:
- w przypadku, gdy kurs EUR/PLN wzrośnie, wartość księgowa papierów wzrośnie (przykładowo, przy kursie EUR/PLN 4,2 papiery zostaną na dzień 31 grudnia wycenione na 4 200 000 PLN);
- w przypadku, gdy kurs EUR/PLN spadnie, wartość księgowa papierów spadnie (przykładowo, przy kursie EUR/PLN 3,8 papiery zostaną na dzień 31 grudnia wycenione na 3 800 000 PLN).

Należy zwrócić uwagę na zasadniczą różnicę między ryzykiem transakcyjnym a ryzykiem księgowym. W przypadku ryzyka transakcyjnego przedsiębiorstwo bezpośrednio doświadcza skutków realizacji ryzyka (poprzez zwiększenie/zmniejszenie strumienia przepływów pieniężnych w walucie krajowej). Natomiast w przypadku ryzyka księgowego ryzyko pozostaje niezrealizowane tak długo, jak długo przedsiębiorstwo nie dokonuje żadnej transakcji, która byłaby wyceniona w walucie obcej. Innymi słowy, ryzyko materializuje się w momencie dokonania transakcji (tj. wygenerowania przepływu pieniężnego, którego wartość w walucie krajowej zależy od kursu walutowego). Warto mieć na uwadze, że zgodnie z zasadami rachunkowości nawet niezrealizowane zyski lub straty wynikające ze zmian kursu walutowego powinny znaleźć odzwierciedlenie w zmianach funduszy własnych przedsiębiorstwa.

## Możliwość zabezpieczenia przed ryzykiem kursowym
Brak pewności co do wyrażonej we własnej walucie wartości przyszłych przepływów pieniężnych stanowi dla przedsiębiorstw poważny problem. Dlatego w praktyce gospodarczej stosuje się szereg instrumentów finansowych, które służą minimalizacji ryzyka kursowego. Najważniejsze z nich to:
- Kontrakt terminowy – w ramach którego strony transakcji uzgadniają, że dokonają w ściśle określonym momencie w przyszłości transakcji kupna / sprzedaży określonej kwoty waluty po ściśle określonym kursie (szczególną odmianą kontraktu terminowego jest forward);
- Opcja walutowa – w ramach której jedna ze stron transakcji, za określone wynagrodzenie (tzw. premia opcyjna), uzyskuje prawo do zakupu / sprzedaży w przyszłości drugiej stronie transakcji określonej kwoty waluty po z góry ustalonym kursie;
- Swap walutowy – jest to transakcja między dwoma podmiotami, polegająca na wymianie strumieni finansowych w dwóch różnych walutach, których wartość i terminy są z góry ustalone.